# Coelogyne distans
Coelogyne distans är en orkidéart som beskrevs av Johannes Jacobus Smith.
Coelogyne distans ingår i släktet Coelogyne och familjen orkidéer. Inga underarter finns listade i Catalogue of Life.